# Christopher Briney
Christopher Thomas Briney (Hartford, 24 marzo 1998) è un attore statunitense.

## Biografia
Briney è nato a Hartford, nel Connecticut, figlio di due attori che si erano incontrati a New York. Ha frequentato la Waterbury Arts Magnet School e ha partecipato a un programma teatrale intensivo di cinque settimane presso la Wesleyan University nel 2015. Nel 2016 si è trasferito a New York per frequentare la Pace University. Si è laureato in recitazione nel 2020.

## Carriera
Nel 2021, Briney è stato scelto per il film biografico Dalíland dopo essere stato scoperto dalla regista Mary Harron. Aveva inviato un video per l'audizione di L'estate nei tuoi occhi prima che iniziasse la produzione di Dalíland. Ha ricevuto una richiamata e ha fatto un provino su Zoom durante le riprese di Dalíland a Liverpool. Nel 2023, Briney insieme a Lola Tung e Gavin Casalegno hanno presentato agli MTV Movie & TV Awards. È noto al pubblico per il ruolo di Conrad Fisher nella serie tv The summer i turned pretty trasmessa su Prime Video.

## Filmografia

### Cinema
- Dalíland, regia di Mary Harron (2022)
- Mean Girls, regia di Arturo Perez Jr e Samantha Jayne (2024)

### Televisione
- L'estate nei tuoi occhi, (The Summer I Turned Pretty) – serie TV, 15 episodi (2022-in corso)

## Doppiatori italiani
Nelle versioni in italiano delle opere in cui ha recitato, Christopher Briney è stato doppiato da:
- Leonardo Caneva in L'estate nei tuoi occhi[5], Mean Girls
- Omar Vitelli in Daliland

## Vita privata
Christopher Briney è fidanzato dal 2020 con l'attrice Isabel Machado. 